# Plochodrážní stadion Divišov
Plochodrážní stadion Divišov – stadion żużlowy w Divišovie, w Czechach. Został otwarty w 1955 roku. Może pomieścić 1000 widzów. Obiekt użytkowany jest przez żużlowców klubu DaK Moto Liebezeit Divišov. Długość toru żużlowego na stadionie wynosi 322 m, jego szerokość na prostych to 12 m, a na łukach 15 m.
Stadion został otwarty w 1955 roku. Obiekt wykorzystywano do roku 1968, później nastąpiła przerwa w użytkowaniu. Pod koniec lat 80. XX wieku stadion zmodernizowano i w roku 1990 rozegrano na nim pierwsze po długiej przerwie zawody. Na obiekcie odbywało się wiele imprez żużlowych rangi krajowej i międzynarodowej, m.in. pierwsze w Czechach zawody żużlowe na torze lodowym czy finał Drużynowych Mistrzostw Europy (2010).